# Domenic Mediate
Domenic Stanton Mediate (Sheridan, 1º giugno 1982) è un ex calciatore statunitense, di ruolo centrocampista.